# Paouingnan
Paouingnan è un arrondissement del Benin situato nella città di Dassa-Zoumè (dipartimento delle Colline) con 31.930 abitanti (dato 2006).